# Ricardo Andersen
Hugo Ricardo Andersen (ur. 3 marca 1960) – argentyński judoka. Olimpijczyk z Los Angeles 1984, gdzie zajął jedenaste miejsce wadze ciężkiej.
Uczestnik mistrzostw świata w 1987. Srebrny i brązowy medalista mistrzostw panamerykańskich w 1982 roku.

## Letnie Igrzyska Olimpijskie 1984
| Konkurencja | Eliminacje             | Klas. końcowa |
| Konkurencja | Przeciwnik I           | Miejsce       |
| ----------- | ---------------------- | ------------- |
| +95 kg      | Douglas Nelson (USA) P | 11.           |